# Kilômét thứ 101

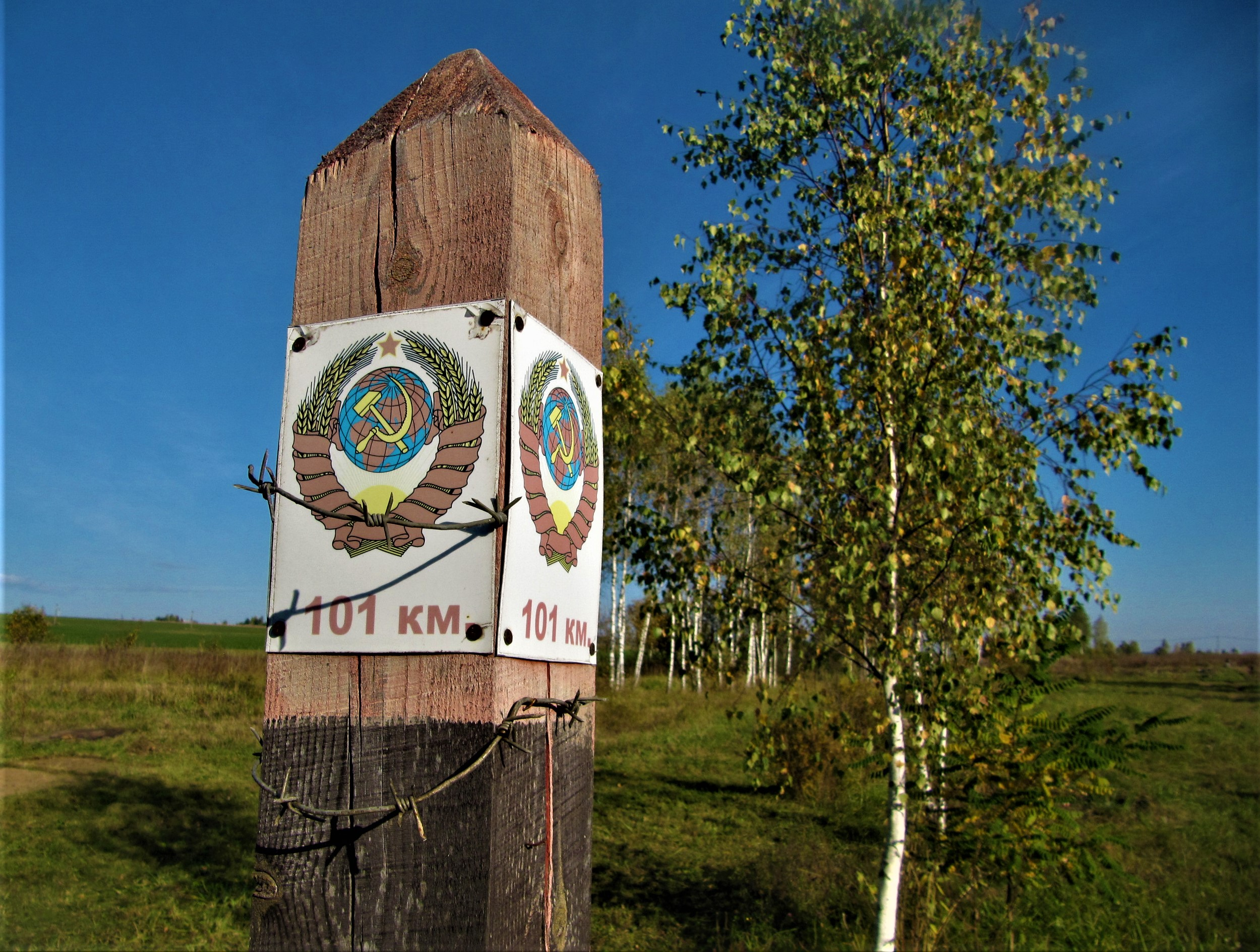
Biển tưởng niệm "101 km", quận Tarussky, vùng Kaluga

"Kilômét thứ 101" (tiếng Nga: 101-й километр), đã trở thành biểu tượng hạn chế quyền và tự do một số nhóm công dân nhất định ở Liên Xô. Thực tế này bao gồm việc cấm sinh sống tại các thành phố lớn và gần các địa điểm quan trọng, chẳng hạn như thủ đô các nước cộng hòa hoặc các thành phố có ý nghĩa chiến lược. Phương pháp này được áp dụng cho nhiều đối tượng khác nhau, bao gồm cả thành viên gia đình những người bị đàn áp, người thất nghiệp, tái phạm, cũng như những người bất đồng chính kiến.
Các cuộc đàn áp diễn ra ở Liên Xô trong nhiều giai đoạn khác nhau thường kèm theo việc trục xuất người dân ra khỏi các thành phố lớn, đôi khi đến một khoảng cách cụ thể – 101 hoặc 102 kilomet. Trong dân gian, điều này trở nên nổi tiếng với cụm từ "đày đến sau kilomet 101". Thường thì điều này dẫn đến việc cách ly người dân khỏi xã hội và khiến họ khó tiếp cận với các phúc lợi xã hội cơ bản, do bị cấm định cư ở những khu vực có cơ sở hạ tầng phát triển.
Phương pháp kiểm soát dân số này không phải là điều mới mẻ và đã tồn tại từ thời Đế quốc Nga, và những người Bolshevik đã thích nghi và mở rộng việc sử dụng nó trong Liên Xô. Ví dụ, năm 1897, Sergey Sereda bị từ chối quyền sinh sống ở Moskva và buộc phải chuyển đến Kaluga.
Phương pháp này được sử dụng đặc biệt tích cực trong các năm đàn áp chính trị, cũng như trước Thế vận hội năm 1980, khi từ Moskva và các thành phố lớn khác, những "phần tử phản xã hội" bị cưỡng bức trục xuất để tạo hình ảnh tốt cho đất nước trước cộng đồng quốc tế.

## Khu vực áp dụng
Theo yêu cầu, họ bị cấm định cư trong phạm vi 107 kilomet từ biên giới quốc gia Liên Xô và quanh Moskva, Leningrad, thủ đô các nước cộng hòa liên bang (Kyiv, Minsk, Tashkent, Chisinau, Riga, Vilnius, Tallinn, Baku, Yerevan, Tbilisi, Almaty, Ashgabat, Frunze, Dushanbe), các thành phố lớn khác (Novosibirsk, Sverdlovsk, Kharkiv, v.v.), cũng như các thành phố "khép kín" (Sevastopol, Dnipropetrovsk, Kuybyshev).
Trong những năm đàn áp chính trị, các thành viên gia đình của những người bị đàn áp theo Điều 58 Bộ luật Hình sự Nga Xô bị đưa đến khu vực kilomet 102 và xa hơn. Sau đó, những người bị lưu đày chủ yếu là những công dân không có việc làm (thất nghiệp), những người bất đồng chính kiến, những kẻ tái phạm và những người bị kết án theo các điều khoản đặc biệt nghiêm trọng của Bộ luật Hình sự Nga Xô. Năm 1953, khu vực này tiếp nhận nhiều người được ân xá. Trong thời gian diễn ra Thế vận hội 1980, tất cả những người không đáng tin cậy cũng bị trục xuất đến đây. Trước thềm khai mạc Thế vận hội, khoảng 50.000 "phần tử phản xã hội" như ăn xin, nghiện rượu và kẻ gây rối đã bị đưa khỏi Moskva đến ngoài khu vực 102 kilomet theo lệnh hành chính.
Tại kilomet 101 từ Moskva có các địa điểm như Alexandrov và Pokrov (tỉnh Vladimir), Balabanovo và Belousovo (tỉnh Kaluga), Yegoryevsk, Kolomna, Shatura, Orekhovo-Zuyevo, Zaraysk, Volokolamsk, Mozhaisk, Ruza, Dubna, Taldom, Stupino (tỉnh Moskva). Kilomet 101 không được định nghĩa chính xác theo hình học như một vòng tròn có bán kính 102 km với tâm tại Quảng trường Đỏ, mà là một danh sách các điểm dân cư, nơi định cư bị cấm. Ví dụ, từ Quảng trường Đỏ đến Balabanovo chỉ có 86 km (theo đường thẳng).
Trong từng trường hợp cụ thể, khu vực kilomet 102 cho những người bị đàn áp được xác định riêng. Ví dụ, trong hộ chiếu một người được phỏng vấn trong khuôn khổ Dự án Harvard, có lệnh cấm sinh sống "ở các thành phố lớn, vùng Kavkaz và bất kỳ khu vực công nghiệp nào".

## Văn hóa đại chúng
Chủ đề "kilomet 101" đã tìm thấy sự phản ánh trong văn hóa đại chúng, đặc biệt là trong âm nhạc và văn học. Dưới đây là một số ví dụ:
- Bài hát "Kilomet 101" của nhóm "Lesopoval" – Nhóm nhạc này, được thành lập bởi Mikhail Tanich, đã dành nhiều bài hát của mình cho các chủ đề liên quan đến cuộc sống tù đày và đàn áp. Bài hát "Kilomet 101" phản ánh thực tế khắc nghiệt những người buộc phải sống ở khu vực này, xa cách các thành phố lớn và xã hội quen thuộc.
- Bài hát "Kilomet 101" của Alexander Rosenbaum – Alexander Rosenbaum cũng đã khai thác chủ đề này trong tác phẩm nghệ thuật của mình. Bài hát kể về những khó khăn và nỗi đau những người bị đày ra khỏi các thành phố lớn, truyền tải bầu không khí cô lập và xa lánh.
- Bài hát "Kilimanjaro" của nhóm AveNue – Trong bài hát này, "Kilomet 101" được đề cập như một biểu tượng xa cách và không thể trở về cuộc sống trước đây. Ở đây, phép ẩn dụ này được sử dụng để truyền tải cảm giác cô đơn và xa lánh.
- Vở kịch "Những ngôi sao trên bầu trời buổi sáng" của Alexander Galin – Vở kịch này, được viết vào năm 1987, kể về những người bị trục xuất khỏi Moskva đến Kilomet 101 trước thềm Thế vận hội 1980. Vở kịch mô tả số phận những người phụ nữ bị rơi vào cảnh "lưu đày" này và đặt ra các câu hỏi về lựa chọn đạo đức, sinh tồn và tính nhân văn trong điều kiện cô lập cưỡng bức.